# 21-脱氧皮质醇
21-脱氧皮质醇（英語：21-Deoxycortisol，也称为11β,17α-二羟基孕酮，11β,17α-dihydroxyprogesterone，或11β,17α-二羟基孕-4-烯-3,20-二酮，11β,17α-dihydroxypregn-4-ene-3,20-dione）是一种与皮质醇（11β,17α,21-三羟基孕酮）有关的天然内源性甾体物质，可由类固醇11-β-羟化酶（CYP11B1）代谢17α-羟孕酮生成。